# Diamitosa
Diamitosa is een kevergeslacht uit de familie van de boktorren (Cerambycidae). De wetenschappelijke naam van het geslacht werd voor het eerst geldig gepubliceerd in 1927 door Kriesche.

## Soorten
Diamitosa is monotypisch en omvat slechts de volgende soort:
- Diamitosa moseri Kriesche, 1927